# Długie (Białoruś)
Długie – dawna wieś. Tereny, na których była położona, leżą obecnie na Białorusi, w obwodzie witebskim, w rejonie brasławskim, w sielsowiecie Widze.
Dawniej Dołgie.

## Historia
W czasach zaborów w granicach Imperium Rosyjskiego.
W latach 1921–1945 wieś leżała w Polsce, w województwie nowogródzkim (od 1926 w województwie wileńskim), w powiecie brasławskim, w gminie Widze.
Według Powszechnego Spisu Ludności z 1921 roku zamieszkiwało tu 35 osób, 18 było wyznania rzymskokatolickiego, a 17 staroobrzędowego. Jednocześnie 18 mieszkańców zadeklarowało polską przynależność narodową, a 17 białoruską. Było tu 5 budynków mieszkalnych. W 1931 w 7 domach zamieszkiwały 34 osoby.
Miejscowość należała do parafii rzymskokatolickiej i prawosławnej w Widzach. Podlegała pod Sąd Grodzki w m Turmont i Okręgowy w Wilnie; właściwy urząd pocztowy mieścił się w Widzach.